# Jungfraubahn
Jungfraubahn (JB) je úzkorozchodná ozubená dráha v Bernských Alpách spojující horu Jungfrau s horským průsmykem Kleine Scheidegg jižně od švýcarského města Interlakenu. V současné době patří Jungfraubahn pod Jungfraubahnen.

## Základní informace
Úzkorozchodná ozubnicová trať (rozchod kolejí 1000 mm) spojuje dolní stanici Kleine Scheidegg se sedlem Jungfraujoch. Trať je elektrifikovaná (3-fázový střídavý proud 1125 V/50 Hz), délka tratě je 9,3 km, průměrná rychlost vlaků dosahuje 27 km/h.
Na trati se nacházejí celkem čtyři stanice, dvě z nich jsou umístěny v traťovém tunelu (dlouhý 7122 m – tvoří 80 % délky celé trati), vyraženém do hor Eiger a Mönch. Cestující se z těchto dvou stanic mohou skrze prosklené stěny pokochat pohledem na okolní krajinu.
Horolezci tyto štoly občas používají k úniku ze severní stěny Eigeru v případě náhlé změny a nepříznivého počasí.

### Top of Europe
Vrcholovou stanicí je Jungfraujoch, nejvýše položená železniční stanice v Evropě v nadmořské výšce 3454 m, odtud pochází i označení "Top of Europe". Celkové převýšení celé trati činí 1 393 m.

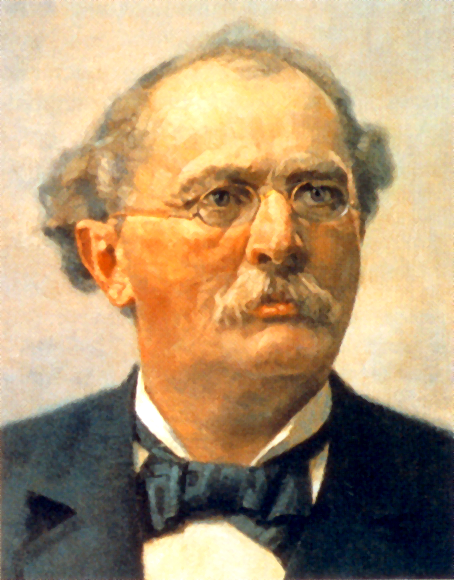
Adolf Guyer-Zeller,
zakladatel dráhy Jungfraubahn

## Historie
Historie Jungfraubahn se začala psát kolem roku 1860, již tehdy existovalo několik projektů na stavbu železniční trati k vrcholu Jungfrau. Vzhledem k finančním problémům se však ani jeden neuskutečnil.
Až v roce 1894 průmyslník Adolf Guyer-Zeller zajistil dostatečné finanční krytí pro stavbu tratě a od Švýcarského parlamentu získal koncesi na vybudování ozubnicové dráhy.
Dolní stanice Kleine Scheidegg byla vybudována nedaleko konečné dráhy Wengernalpbahn, trať dále pokračovala dlouhým tunelem pod Eigerem a Mönchem k vrcholu hory Jungfrau. Výstavba trati začala roku 1896 a rychle pokračovala; první část trati do zastávky Eigergetscher byla otevřena již roku 1898.
Současná podoba celého provozu však vznikla až o šestnáct let později, tak dlouho trvalo prorazit zbytek skály a položit koleje do vrcholové stanice Jungfraujoch ve skalním masivu pod ledovcem.
Do vrcholové zastávky Jungfraujoch se jezdí od 1. srpna 1912.

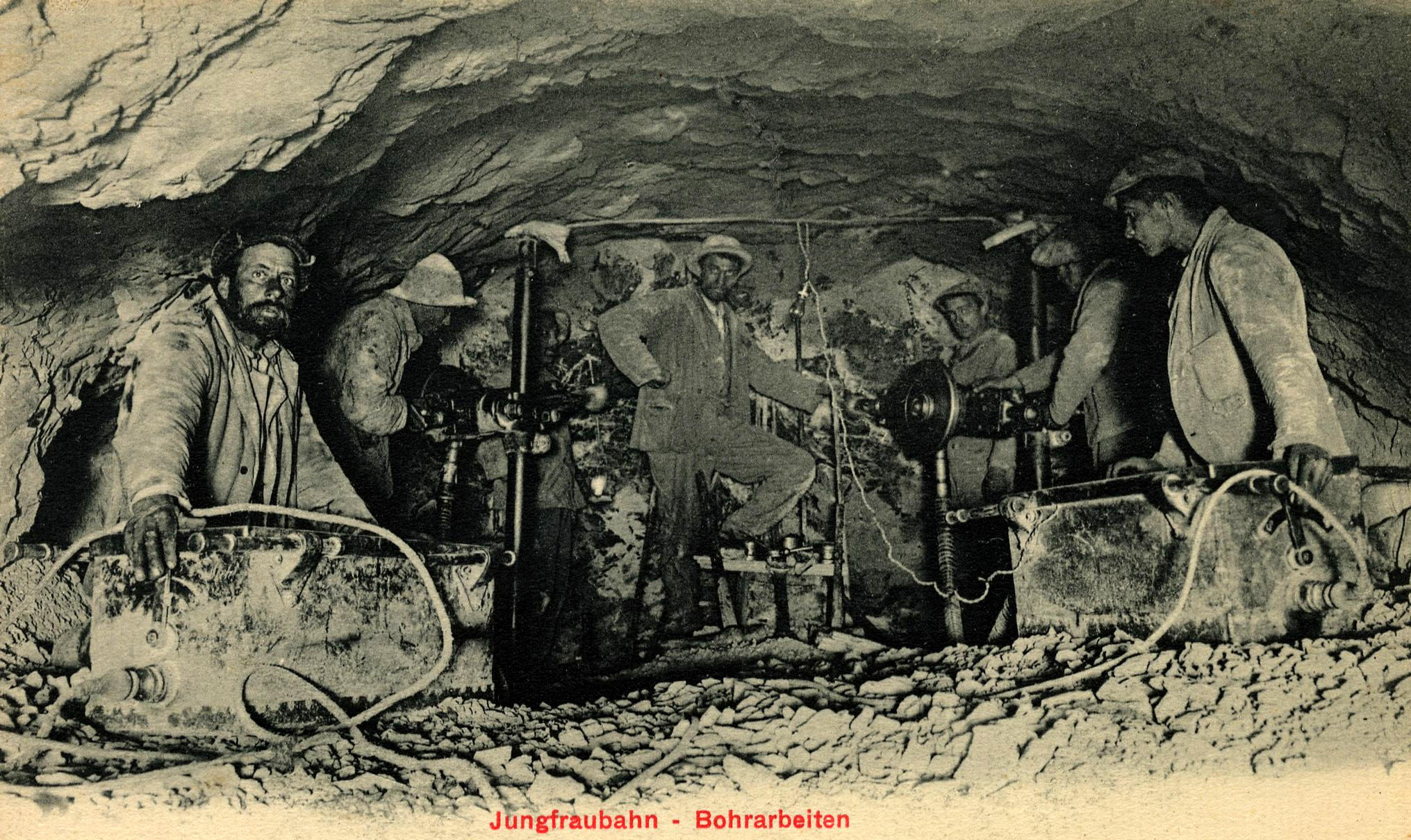
Ražba tunelu (~1900)

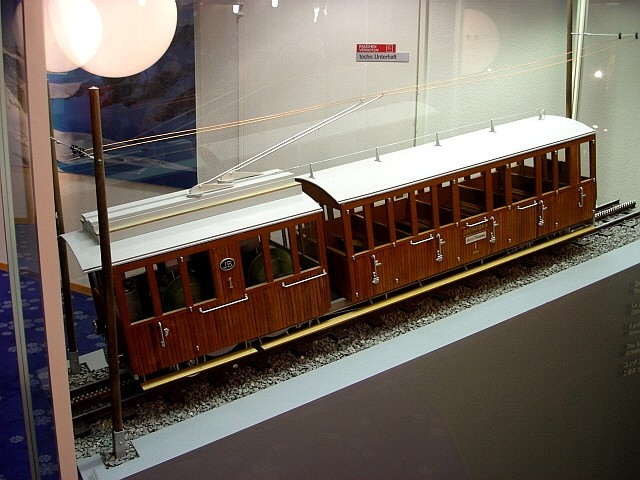
Model původní soupravy

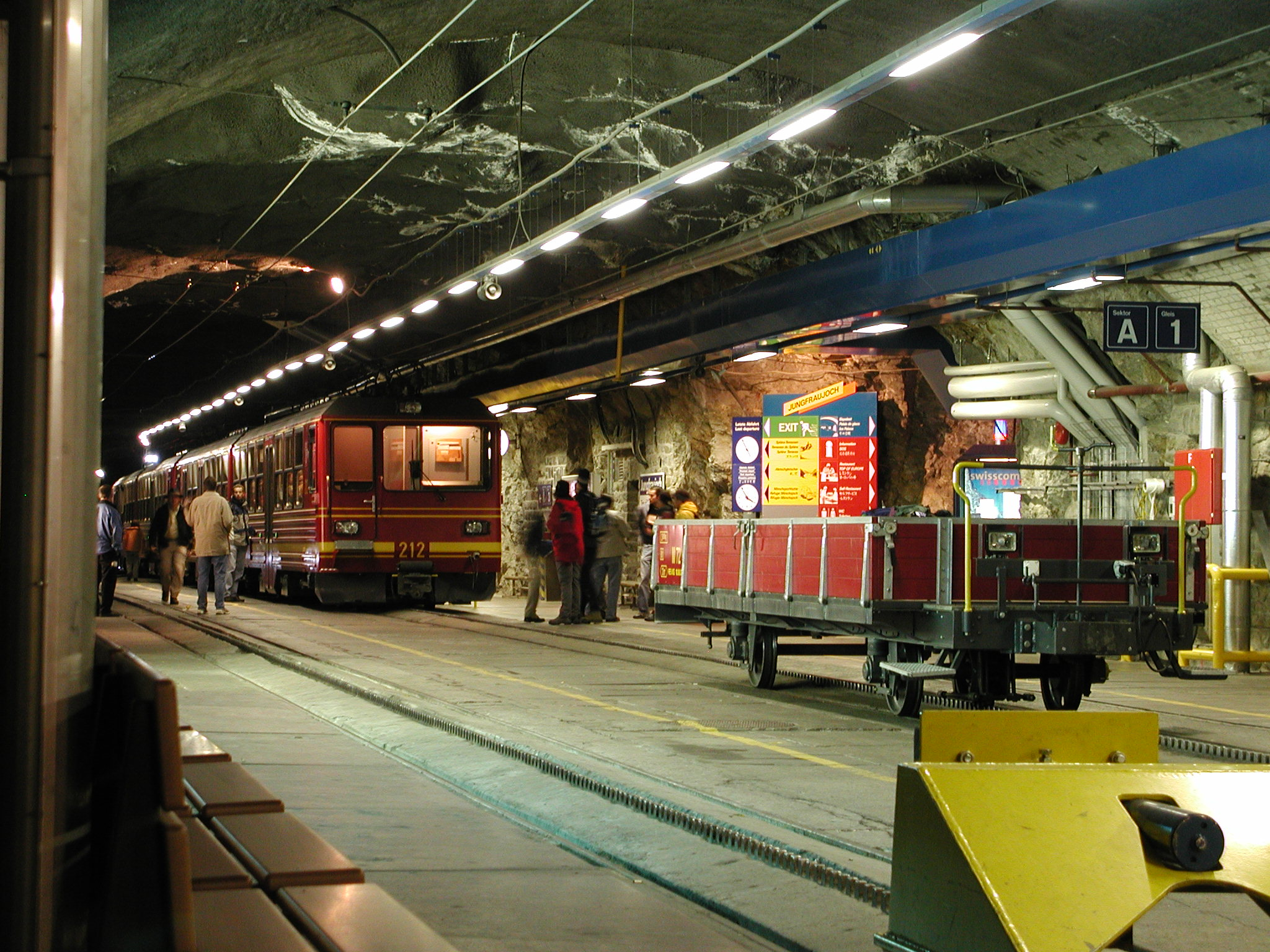
Horní stanice

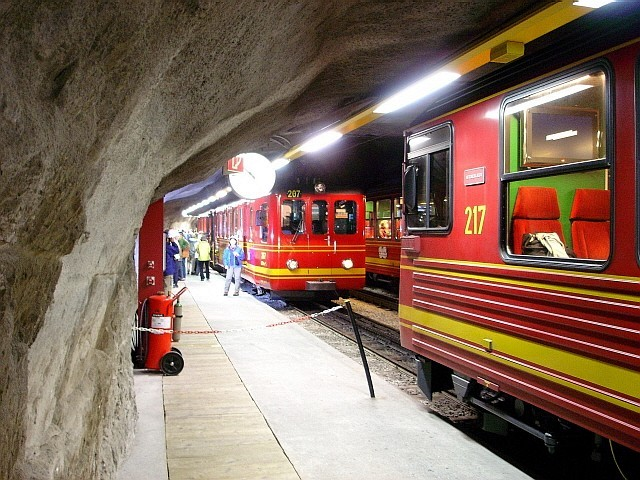
Zastávka v tunelu

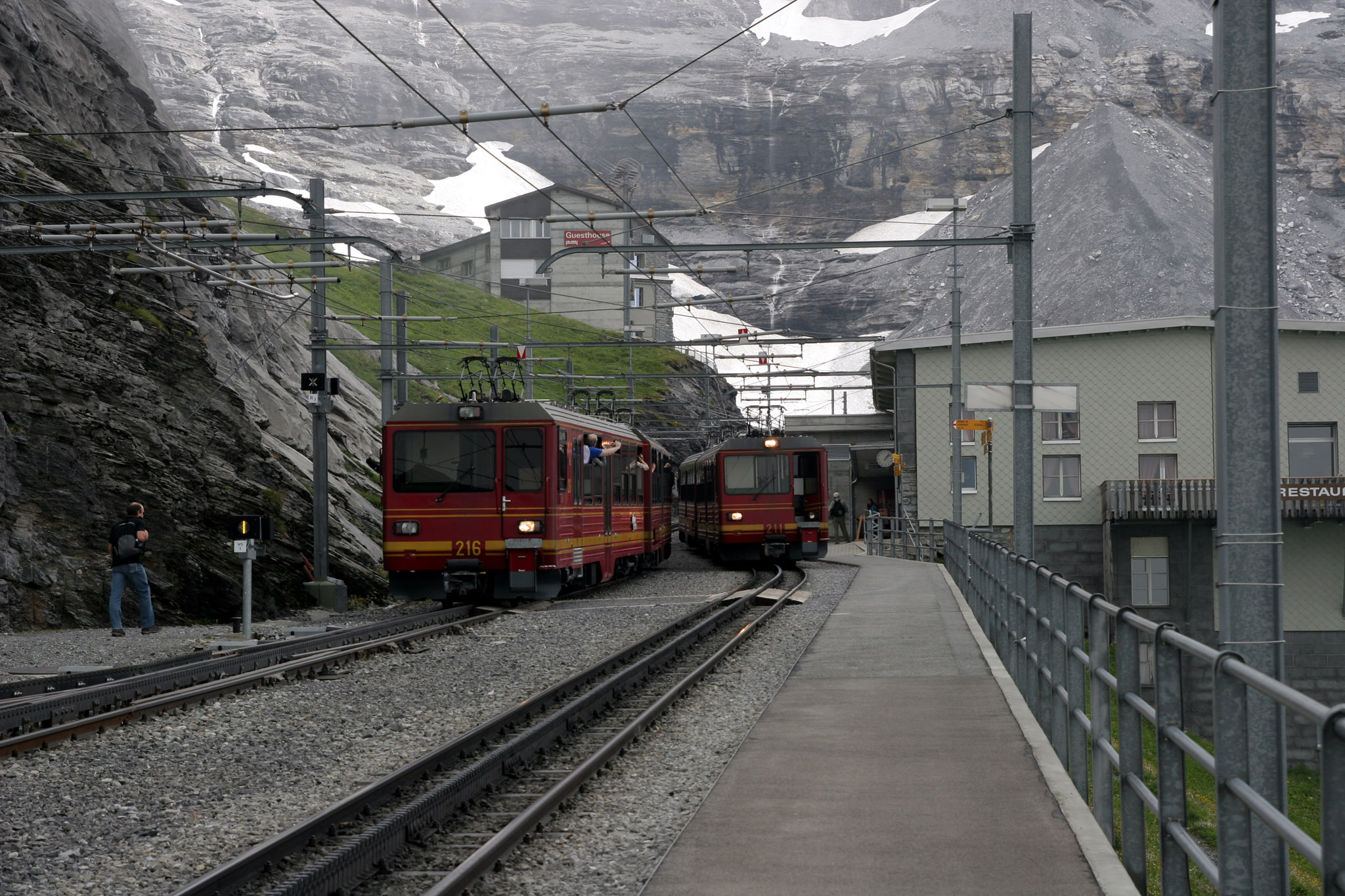
Stanice Eigergletscher

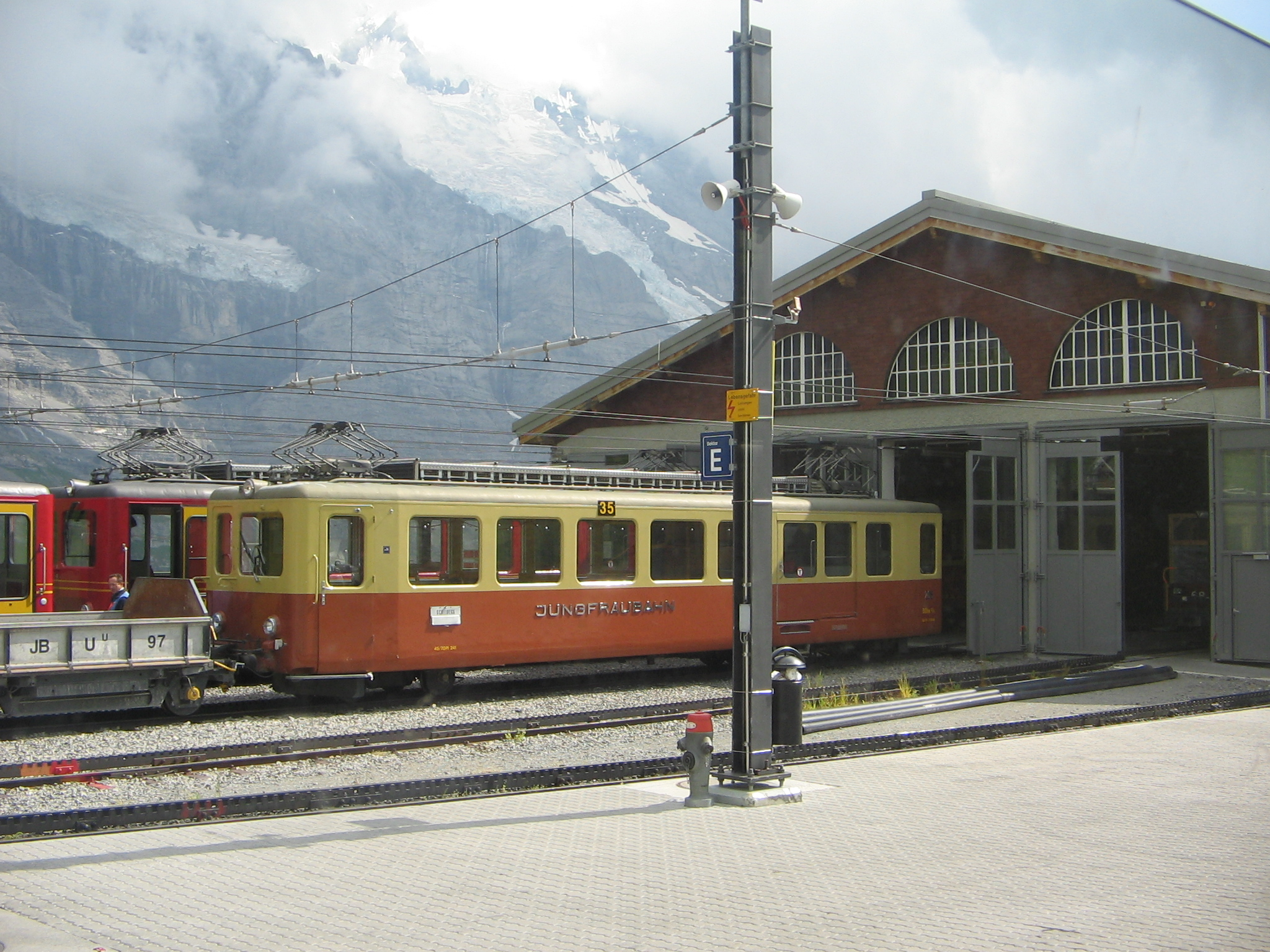
Depo v dolní stanici

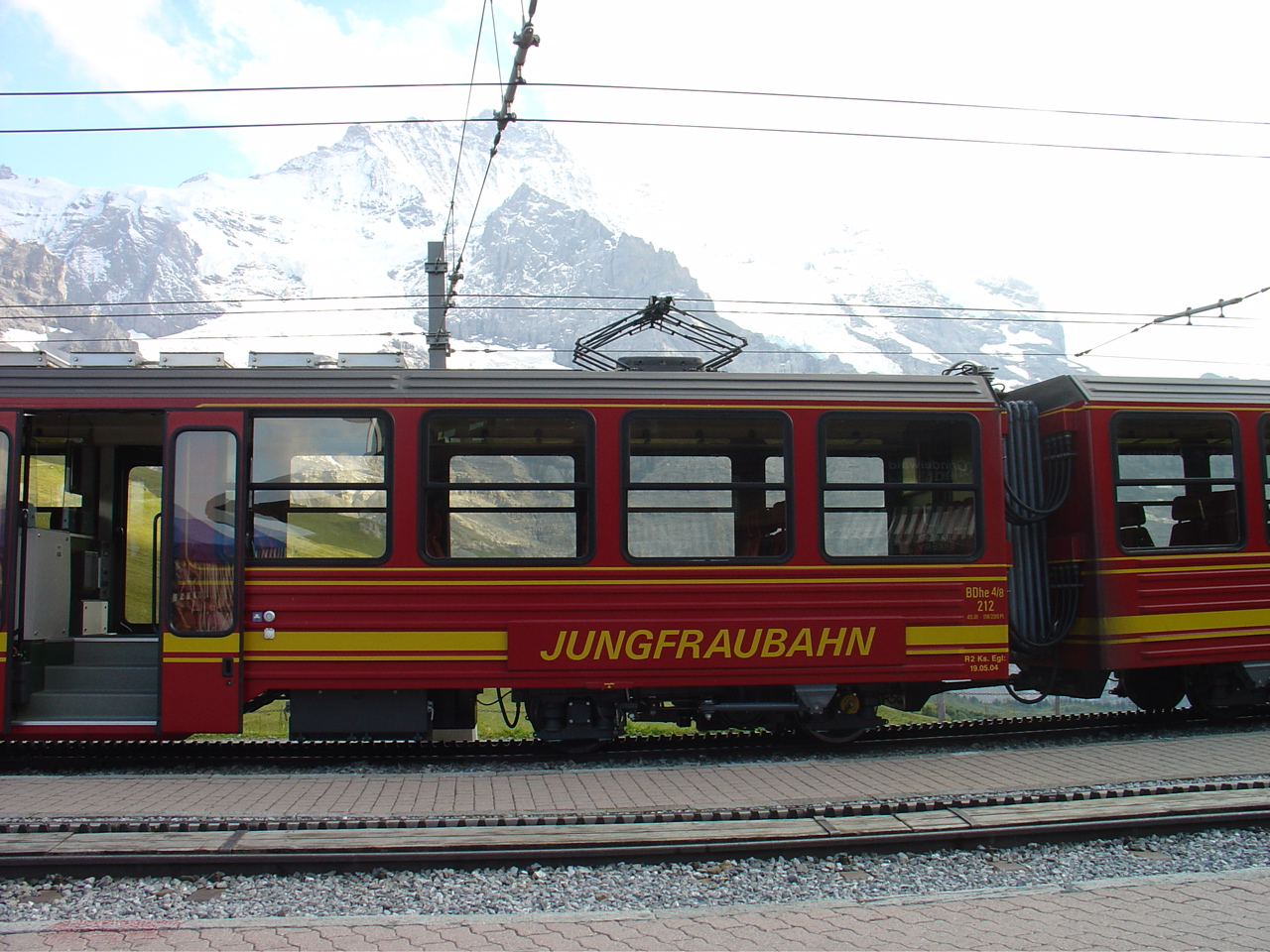
Pohled na vrchol z dolní stanice

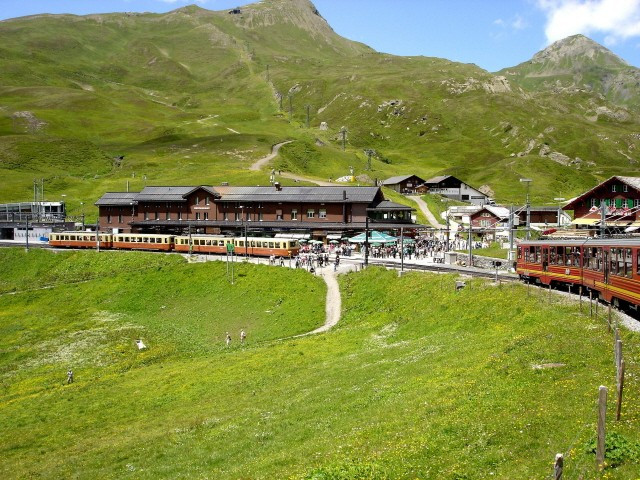
Dolní stanice Kleine Scheidegg

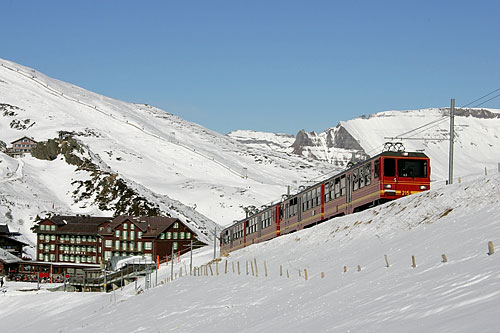
Před stanicí Kleine Scheidegg v zimě

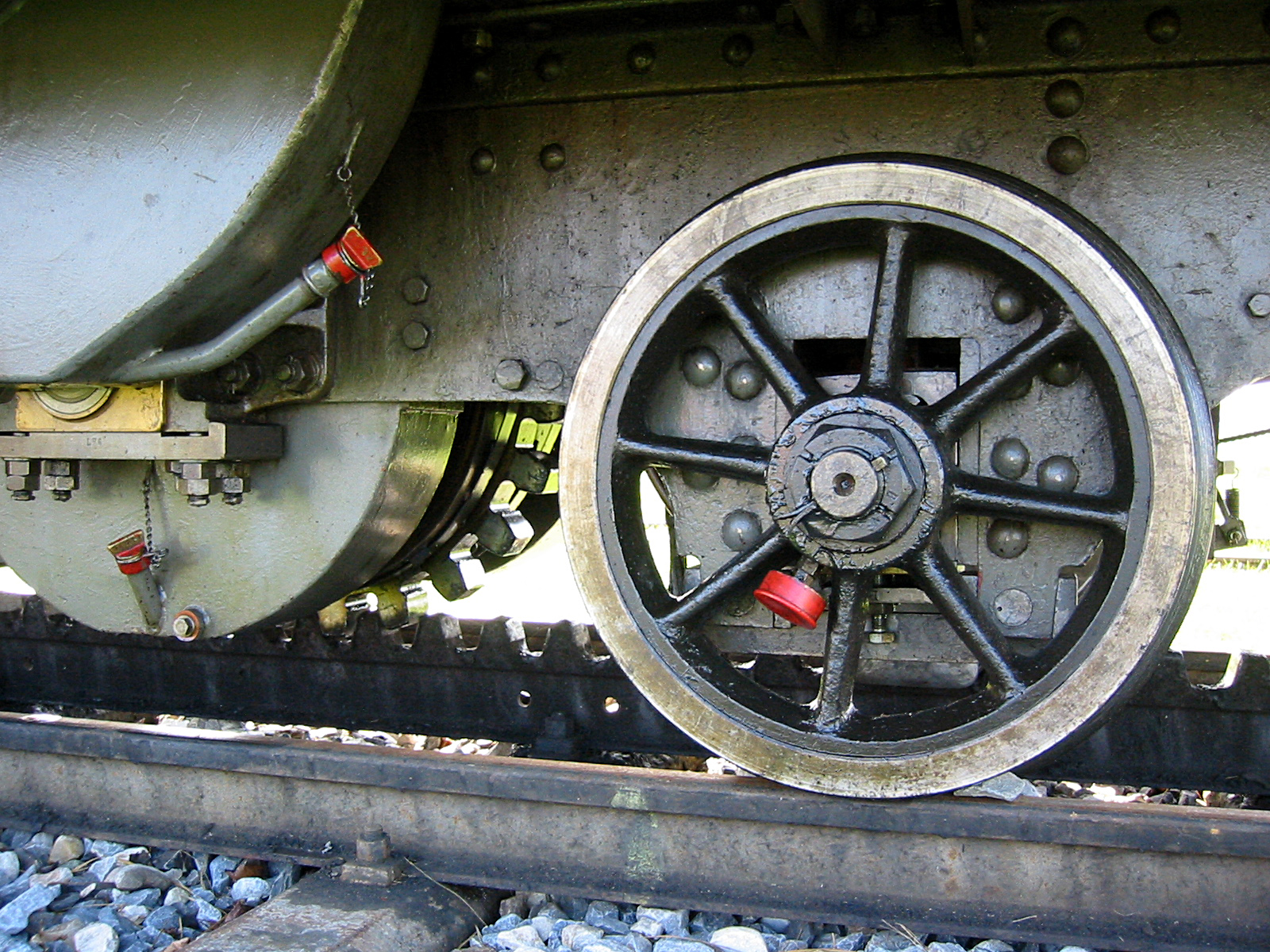
Detail záběru kola a ozubnice

### Otevření traťových úseků
| 19. | 9. | 1898 | ... | Kleine Scheidegg – Eigergletscher |
| 2.  | 8. | 1899 |     | Eigergletscher – Rotstock         |
| 28. | 6. | 1903 |     | Rotstock – Eigerwand              |
| 25. | 7. | 1905 |     | Eigerwand – Eismeer               |
| 1.  | 8. | 1912 |     | Eismeer – Jungfraujoch            |

### Historie podrobně (1839 - 2002)

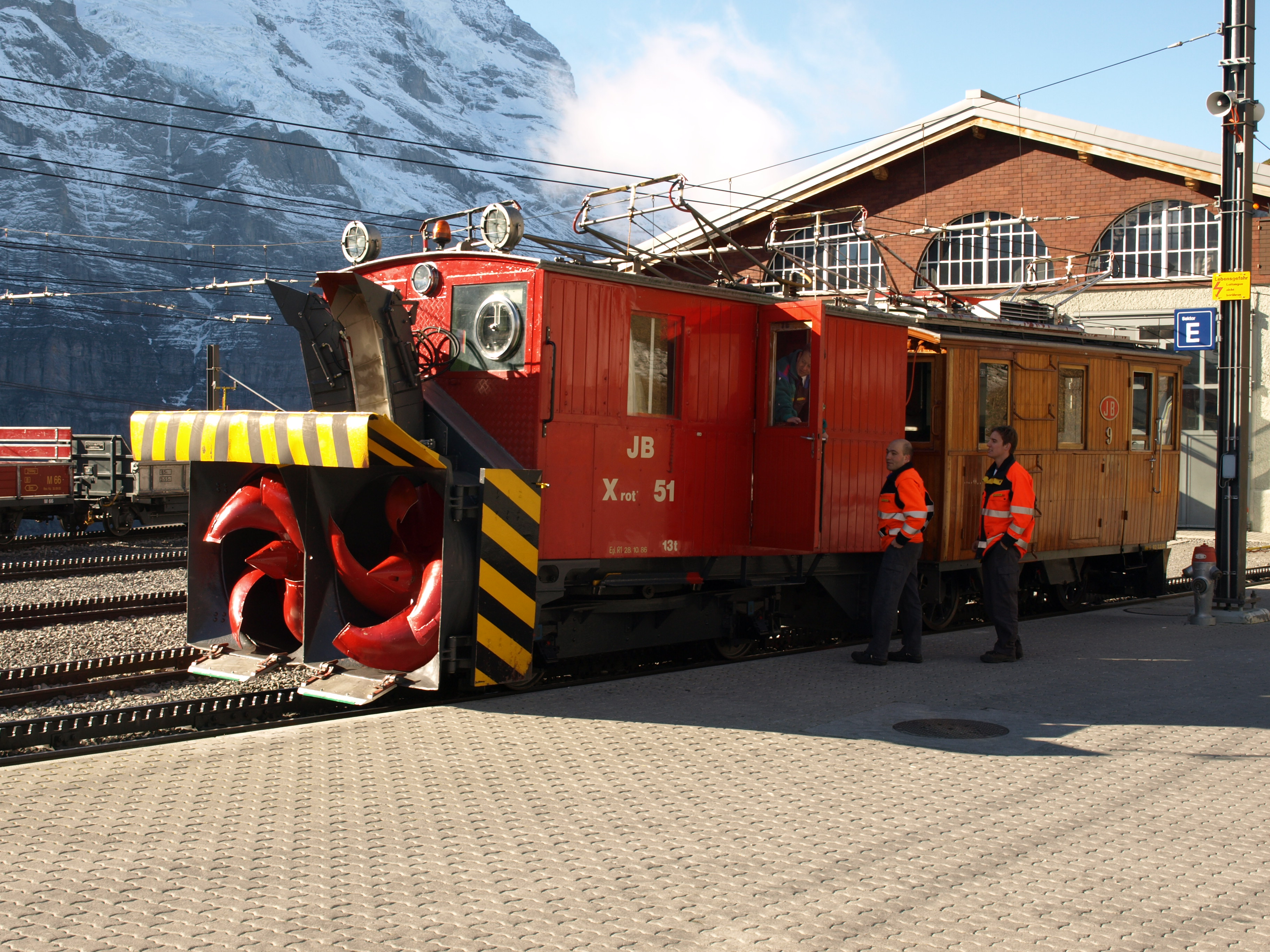
Sněhová fréza

| 1.  | 05. | 1839 | ... | narození Adolfa Guyera (zakladatel železnice) |
|     |     | 1870 |     | Friedrich Seiler, hoteliér a finančník z Interlakenu navrhuje pneumatickou dráhu k vrcholu                                                                   |
| 16. | 10. | 1889 |     | koncesní žádost o stavbu železnice na Jungfrau od inženýra Maurice Köchlina a inženýra Gistava Eiffela                                                       |
|     |     |      |     | - navrhují stavbu adhezní dráhy kombinovanou s ozubnicí nebo pětiúsekovou lanovku                                                                            |
| 22. | 10. | 1889 |     | koncesní žádost o stavbu železnice na Jungfrau od Alexandra Trautweilera                                                                                     |
|     |     |      |     | - navrhuje lanovou dráhu se čtyřmi tunely |
|     |     | 1890 |     | koncesní žádost Eduarda Lochera, inženýra a armádního důstojníka, konstruktéra tratě na Pilatus                                                              |
|     |     |      |     | - navrhuje dva absolutně rovné tunely, kde by byl pohyb kabiny řešen na principu náboje v komoře za pomocí stlačeného vzduchu                                |
|     |     | 1891 |     | Köchlin a Locher předkládají společný projekt ledovcové dráhy                                                                                                |
|     |     | 1892 |     | Köchlin-Locherův projekt je schválen parlamentem, ale není realizován                                                                                        |
| 27. | 8.  | 1893 |     | Adolf Guyer-Zeller vytváří vlastní koncept dráhy (20. 6. 1893 otevřel dráhu WAB)                                                                             |
| 20. | 12. | 1893 |     | Adolf Guyer-Zeller žádá o licenci v parlamentu |
| 21. | 12. | 1894 |     | Adolf Guyer-Zeller obdržel licenci od parlamentu |
| 17. | 6.  | 1895 |     | 1. zasedání vědecké komise |
| 27. | 7.  | 1896 |     | 1. odstřel na stavbě |
|     |     | 1898 |     | uvedení do provozu JB elektrárny v Lauterbrunnen |
| 19. | 9.  | 1898 |     | slavnostní zahájení provozu na 1. úseku Kleine Scheidegg - Eigergletscher                                                                                    |
| 17. | 12. | 1898 |     | založení Jungfraubahn, železniční společnosti v Bernu. |
| 26. | 02. | 1899 |     | neštěstí na stavbě, exploze výbušnin, 6 úmrtí |
|     |     | 1899 |     | stávka leden - duben |
| 3.  | 4.  | 1899 |     | Adolf Guyer-Zeller zemřel v Curychu |
| 13. | 6.  | 1899 |     | pokračování stavby |
|     |     |      |     | červen 1.221 osob červenec 6.280 osob, max. 418 osob/den srpen 11.447 osob, max. 691 osob/den září 4.160 osob říjen (do 12.) 231 osob                        |

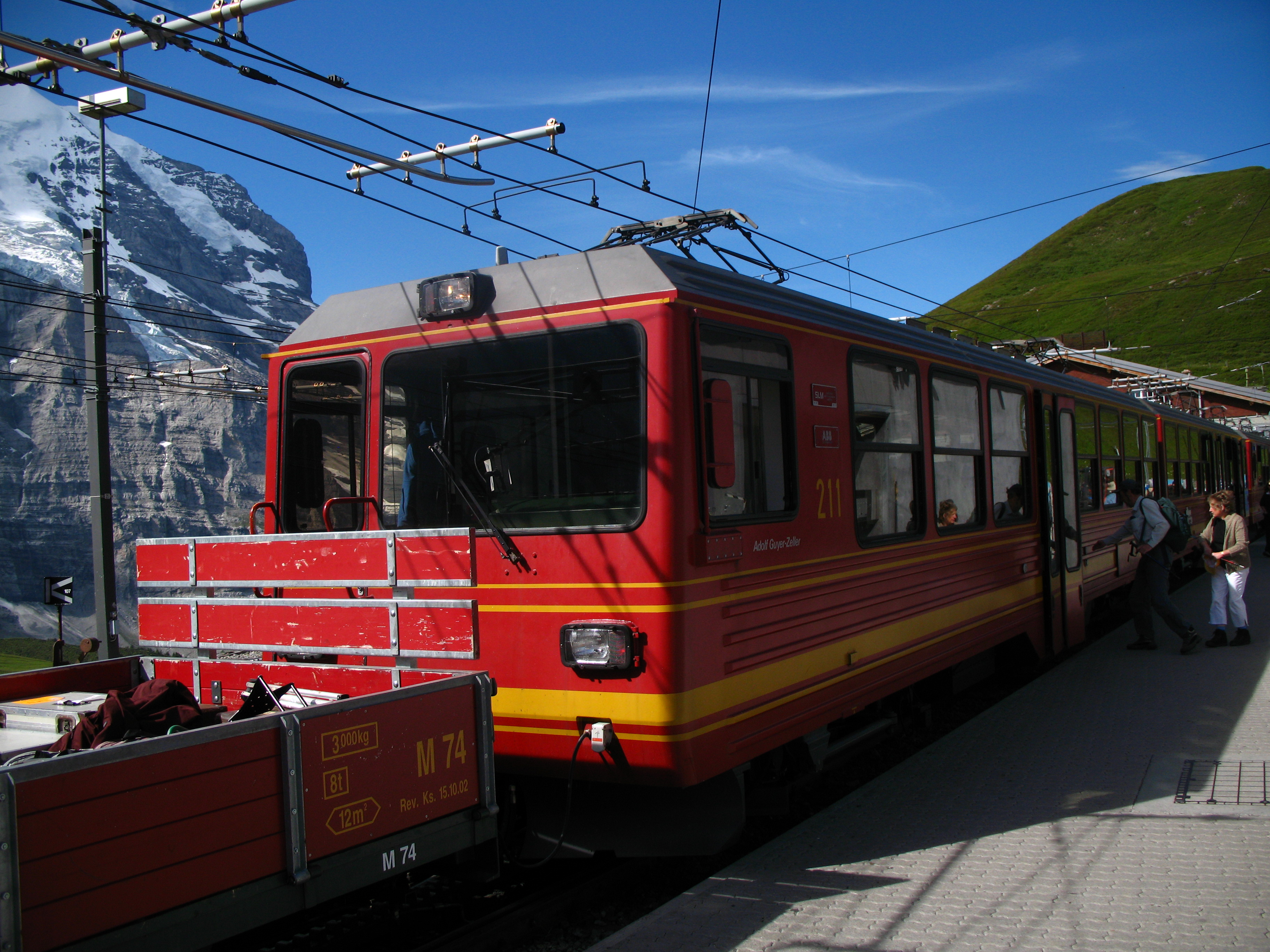
Souprava s připojeným nákladním vagonem

| 2.  | 8.  | 1899 |     | zahájení provozu 2. úseku Eigergletscher - Rotstock (stanice později zrušena)                                                                                |
| 28. | 6.  | 1903 |     | zahájení provozu 3. úseku Rotstock - Eigerwand (tunelová zastávka s výhledem)                                                                                |
| 25. | 7.  | 1905 |     | zahájení provozu 3. úseku Eigerwand – Eismeer (tunelová zastávka s výhledem)                                                                                 |
|     |     | 1908 |     | uvedení elektrárny Lütschental JB do provozu |
| 15. | 11. | 1908 |     | nehoda u zastávky Eigerwand |
| 1.  | 8.  | 1912 |     | zahájení provozu vrcholového úseku Eigerwand - Jungfraujoch a stanice Jungfraujoch náklady na výstavbu celé Jungfraubahn dosáhly částky 15 mil. franků (CHF) |
|     |     |      |     | |
| 21. | 12. | 1912 |     | proražení tunelu JB na Jungfraujoch |
| 14. | 9.  | 1924 |     | otevření Haus über den Wolken - "Dům nad mraky" |
|     |     | 1931 |     | zahájení činnosti výzkumné stanice Jungfraujoch |
|     |     | 1932 |     | JB a WAB vytváří společnou správu |
|     |     | 1937 |     | Otevření observatoře Sphinx |
|     |     | 1937 |     | pořízení sněhové frézy, JB nyní zajišťuje celoroční provoz bez přerušení                                                                                     |
|     |     | 1942 |     | přemístění výkonných úřadů WAB / JB z Curychu do Interlakenu                                                                                                 |
|     |     | 1946 |     | založení společného ředitelství WAB/JB a BOB/BLM. |
|     |     | 1950 |     | konstrukce kopule na observatoři Sphinx Jungfraujoch |
|     |     | 1951 |     | vytvoření sálu mezi JB a Eismeer a Jungfraujoch |
|     |     | 1955 |     | ve stanici Kleine Scheidegg je zřízeno druhé depo |
|     |     | 1955 |     | JB přistupuje k vytvoření nové funkce trakce a řízení |
|     |     | 1955 |     | PTT uvádí do provozu reléovou stanici na hřebenu Jungfrau |
|     |     | 1967 |     | rozšíření kopule na budově Sphinx Jungfraujoch |
|     |     | 1972 |     | rozšíření vyhlídkových oken ve stanicích Eigerwand a Eismeer                                                                                                 |
| 21. | 10. | 1972 |     | požár objektu Berghaus a Haus über den Wolken na Jungfraujoch                                                                                                |
|     |     | 1975 |     | otevření nového turistického hotelu Jungfraujoch na původním místě                                                                                           |
|     |     | 1976 |     | JB staví elektrárnu v Lauterbrunnenu |
| 24. | 08. | 1983 |     | zahájení stavby nového Berghaus na Jungfraujoch |
| 1.  | 8.  | 1987 |     | otevření nového Berghaus na Jungfraujoch |
|     |     | 1991 |     | otevření nového veřejného prostranství na Jungfraujoch |
|     |     | 1992 |     | JB zahajuje provoz se čtyřmi dvoupodvozkovými soupravami |
|     |     | 1993 |     | rozšíření depa Kleine Scheidegg JB |
|     |     | 1993 |     | rekonstrukce starších vozů Eiger Ambassador Express |
| 1.  | 1.  | 1994 |     | vznik Jungfrauhahnen Holding AG |
| 1.  | 7.  | 1996 |     | otevření kryté vyhlídkové terasy Sphinx |
| 29. | 8.  | 1996 |     | akcie Jungfraubahnen Holding AG jsou obchodovány na švýcarské burze cenných papírů v Curychu                                                                 |
| 25. | 9.  | 1997 |     | lokomotiva Eurotunnel 9025 byla pokřtěna na "Jungfraujoch"                                                                                                   |
| 18. | 10. | 1997 |     | souprava 209 Jungfraubahn byla pokřtěna "Eurotunnel" |
| 28. | 12. | 1997 |     | na jaře v roce 1997 navštívilo Jungfraujoch přibližně půl milionu návštěvníků                                                                                |
| 1.  | 2.  | 1999 |     | majoritní podíl Jungfrauhahnen Holding AG kupuje společnost Pico Holdings Inc USA (100% dceřiná společnost Global Equity SA)                                 |
| 1.  | 12. | 1999 |     | odloučení Valiant Holding AG (dříve spořitelní a úvěrová banka v Bernu)                                                                                      |
|     |     | 2000 |     | ustavení nadace Jungfraubahn Management AG |
| 1.  | 6.  | 2000 |     | "akce 100 roků Raiffeisen", absolutní rekord, 8.148 návštěvníků za den                                                                                       |
| 11. | 6.  | 2001 |     | Jungfraubahnen získává od města Grindelwald podíl na lanovce Grindelwald-First Bergbahnen AG a je většinovým akcionářem                                      |
| 13. | 12. | 2001 |     | oblast Jungfrau-Aletsch-Bietschhorn je zapsána na seznam světového dědictví UNESCO                                                                           |
| 19. | 4.  | 2002 |     | na Jungfraujoch - Top of Europe je otevřen ledovcový sál a výstup na ledovcovou plošinu                                                                      |
| 5.  | 4.  | 2002 |     | Jungfraujoch - Top of Europe se stává partnerem Huangshan Mountain (Čína), kanton Bern a provincie Anhui.                                                    |

## Technická data JB

### Parametry
| Rozchod:                  | 1000 mm  |
| Provozní délka:           | 9336 m   |
| Celková délka:            | 11 827 m |
| Délka ozubeného hřebenu:  | 11 827 m |
| Největší sklon:           | 250 ‰    |
| Nejmenší poloměr oblouku: | 100 m    |
| Počet mostů:              | 2        |
| Celková délka mostů:      | 91 m     |
| Počet tunelů:             | 2        |
| Celková délka tunelů:     | 7207 m   |
| Počet tubusů:             | 1        |
| Celková délka galerií:    | 254 m    |
| Stanice a zastávky:       | 5        |

### Vozový park
| rok . | • . | lokomotivy . | • . | soupravy . | • . | dvoj. podv. soupravy | • . | osobní vozy | • . | počet sedadel | • . | návštěvníci . |
| 1898  |     | 2            |     | -          |     | -                    |     | 4           |     | 164           |     | neuvedeno     |
| 1912  |     | 10           |     | -          |     | -                    |     | 18          |     | 820           |     | 38 750        |
| 1930  |     | 12           |     | -          |     | -                    |     | 23          |     | 984           |     | 51 122        |
| 1950  |     | 12           |     | -          |     | -                    |     | 28          |     | 1404          |     | 74 185        |
| 1960  |     | 12           |     | 4          |     | -                    |     | 28          |     | 1404          |     | 156 245       |
| 1970  |     | 5            |     | 10         |     | -                    |     | 22          |     | 1520          |     | 162 256       |
| 1980  |     | 5            |     | 10         |     | -                    |     | 20          |     | 1520          |     | 248 341       |
| 1990  |     | 5            |     | 10         |     | -                    |     | 20          |     | 1520          |     | 490 270       |
| 1995  |     | 5            |     | 10         |     | 4                    |     | 18          |     | 1992          |     | 479 853       |

## Dělníci na stavbě
Dělníci na stavbě byli ubytováni v domcích a barácích pod severní stěnou vrcholu. Počet dělníků kolísal podle postupu prací a roční doby. V zimním období byla oblast odříznuta od okolního světa a zásobování, tomu odpovídaly i zásoby proviantu na zimní období:
12 tun mouky, 1500 litrů vína (1 litr na den a dělníka), 2 tuny brambor, 800 kg špaget (pro Italy), 3000 vajec, 400 kg kávy, 50 000 ks cigaret, 4 tuny masa, 30 tun uhlí pro vytápění